# 坪田譲治 (フジテレビ)
坪田 譲治（つぼた じょうじ、1965年 - ）は、フジテレビ番組審議室担当局長。

## 人物
東京都出身。早稲田大学法学部卒業後、1989年入社。元テレビプロデューサー。第二制作部・バラエティ制作センター時代から王東順班→荒井昭博班に所属していた。

## 来歴
- 2002年7月、笑っていいとも!6代目プロデューサー就任。基本的に先代の荒井昭博テイストで続けた。2004年1月にセット変更をした。
- 2006年7月、編成制作局編成部異動により、今までプロデューサーとして担当していた番組の編成担当に就く。
- 2009年6月、編成制作局編成業務センター部長に就任。
- 2012年6月、編成制作局編成業務センター室長兼部長に就任。
- 2014年1月、編成制作局次長に就任。
- 2014年6月、放送文化推進局適正業務推進室長兼フジ・メディア・ホールディングス適正業務推進室長に就任。
- 2017年7月、編成局制作センター第二制作室長に就任。
- 2018年4月、編成局制作センター第二制作室担当局長就任。
- 2019年7月、現職[2]。

## 担当番組

### 現在放送している番組
Special Thanks名義
- なるほど!ザ・ワールド

### 過去担当した番組
編成名義
- スリルな夜
- 森田一義アワー 笑っていいとも!（2002年7月3日-2006年6月）
- 笑っていいとも!増刊号
- タモリのジャポニカロゴス
- ゲーム&クイズバラエティ ペケ×ポン
- もしもツアーズ
- なるほど!ザ・ワールド（特番）
- 世界の絶景100選（特番）
- 最強運芸能人決定戦。（特番）
- FNS5000番組10万人総出演 がんばった大賞（特番）
- 新春かくし芸大会（特番・西軍演目プロデューサー）

企画名義
- 東京マスメディア会議

総合プロデューサー
- FNS26時間テレビ（特番:2006年7月15日、7月16日放送）
チーフプロデューサークイズ王としてグランドフィナーレに出演、QTシャツデザイン、しかし最後の最後に自分が出した指示が時間を追うごとにエスカレートしていってしまい、それに気づいた中居＆高島アナを初め出演者全員の怒りに泣く泣く登場。遂にはドッキリに嵌められた。

演出・プロデューサー
- ザ・レターズ〜家族の愛にありがとう

プロデューサー
- BACK-UP!
- ロバートホール水
- 上海ルーキーSHOW
- 人に話したくなる歴史
- インパクト!
- おすピー&ロンブーの起きなさいよッ!!
- 久本雅美の大天才サーカス
- 爆笑問題の楽しい地球

スーパーバイザー
- パンドラの秘宝〜クセになる世界TVウォッチ!
- ココリコミラクルタイプ

総合演出
- FNS1億2700万人の27時間テレビ夢列島（1998年 - 2000年）

演出
- FNSの日1億2500万人の超夢列島 そのうちなんとか…23時間（1995年）
- 100%キャイ〜ン!
- 中居正広のボクらはみんな生きている

ディレクター
- 27時間テレビ
- SMAP×SMAP
- なるほど!ザ・ワールド
- クイズ!年の差なんて

協力プロデューサー
- 爆笑おすピー大問題!!